# Кузьмичёв, Михаил Вадимович
Михаил Вадимович Кузьмичев (род. 30 января 1964) —  российский испытатель глубоководной военной техники, капитан 1-го ранга. Герой Российской Федерации.

## Биография
Родился 30 января 1964 года в городе Ленинград. В 1981 году поступил на кораблестроительный факультет Высшего военно-морского инженерного училища имени Ф. Э. Дзержинского в городе Ленинграде (ныне — Военно-морской политехнический институт, филиал Военного учебно-научного центра Военно-морского флота «Военно-морская академия имени Адмирала Флота Советского Союза Н. Г. Кузнецова», город Пушкин в составе Санкт-Петербурга), который окончил в 1986 году. В дальнейшем проходил службу в войсковой части № 45707 в городе Петродворец (с 1997 года – Петергоф).
В 2011 году в составе экипажа (Ю. Ю. Курганов, Д. В. Боев)   на автономном глубоководном обитаемом аппарате «Консул» совершил погружение и провел исследования на глубинах до 6 270 метров.
В 2015 году в составе экипажа (Ю. Ю. Курганов, Д. В. Боев) на автономном глубоководном обитаемом аппарате «Русь», в качестве старшего гидронавта-испытателя, совершил в Центральной части Атлантического океана погружение в общей сложности 10 часов и провел исследования на глубинах до 6 180 метров.
Указом Президента Российской Федерации от 23 июня 2016 года (закрытым) за мужество и героизм, проявленные при выполнении специального задания, Кузьмичёву, Михаилу Вадимовичу  присвоено звание Героя Российской Федерации с вручением медали «Золотая Звезда».

## Награды и отличия
- орден Мужества;
- орден Почёта;
- медали.